# Пјер Корб
Пјер Корб (фр. Pierre Korb; Милуз, 20. април 1908 — Милуз, 22. фебруар 1981. ) био је фудбалер француског порекла. Играо је за Милуз и Сошо. Такође је одиграо 12 утакмица и постигао 2 гола за репрезентацију Француске, а био је уврштен у тим за финале Светског првенства 1934.